# Кревенику (Телеорман)
Кревенику (рум. Crevenicu) насеље је у Румунији у округу Телеорман у општини Кревенику. Oпштина се налази на надморској висини од 82 m.

## Становништво
Према подацима из 2002. године у насељу је живело 1744 становника, од којих су сви румунске националности.

### Хронологија
| Година       | 1992 | 1993 | 1994 | 1995 | 1996 | 1997 | 1998 | 1999 | 2000 | 2001 | 2002 | 2003 | 2004 | 2005 | 2006 | 2007 | 2008 | 2009 | 2010 | 2011 | 2012 | 2013 | 2014 | 2015 | 2016 | 2017 |
| ------------ | ---- | ---- | ---- | ---- | ---- | ---- | ---- | ---- | ---- | ---- | ---- | ---- | ---- | ---- | ---- | ---- | ---- | ---- | ---- | ---- | ---- | ---- | ---- | ---- | ---- | ---- |
| Становништво | 1893 | 1849 | 1879 | 1872 | 1873 | 1859 | 1826 | 1811 | 1777 | 1761 | 1733 | 1713 | 1696 | 1673 | 1660 | 1633 | 1622 | 1589 | 1556 | 1547 | 1526 | 1518 | 1500 | 1493 | 1453 | 1433 |